# Epistemology
Epistemology è il sesto album in studio del gruppo musicale Keep of Kalessin, pubblicato il 2015.

## Tracce
1. Cosmic Revelation – 1:14
2. The Spiritual Relief – 9:54
3. Dark Divinity – 7:34
4. The Grand Design – 7:38
5. Necropolis – 7:19
6. Universal Core – 3:54
7. Introspection – 5:05
8. Epistemology – 9:40

## Formazione
- A.O "Obsidian Claw" Gronbech - voce, chitarra, tastiere, basso
- Wizziac - basso
- Vyl - batteria